# Hugo Grahl (Agrarwissenschaftler)
Hugo Grahl (* 18. April 1834 in Königsberg; † 29. November 1905 in Dresden) war ein deutscher Agrarwissenschaftler.

## Leben

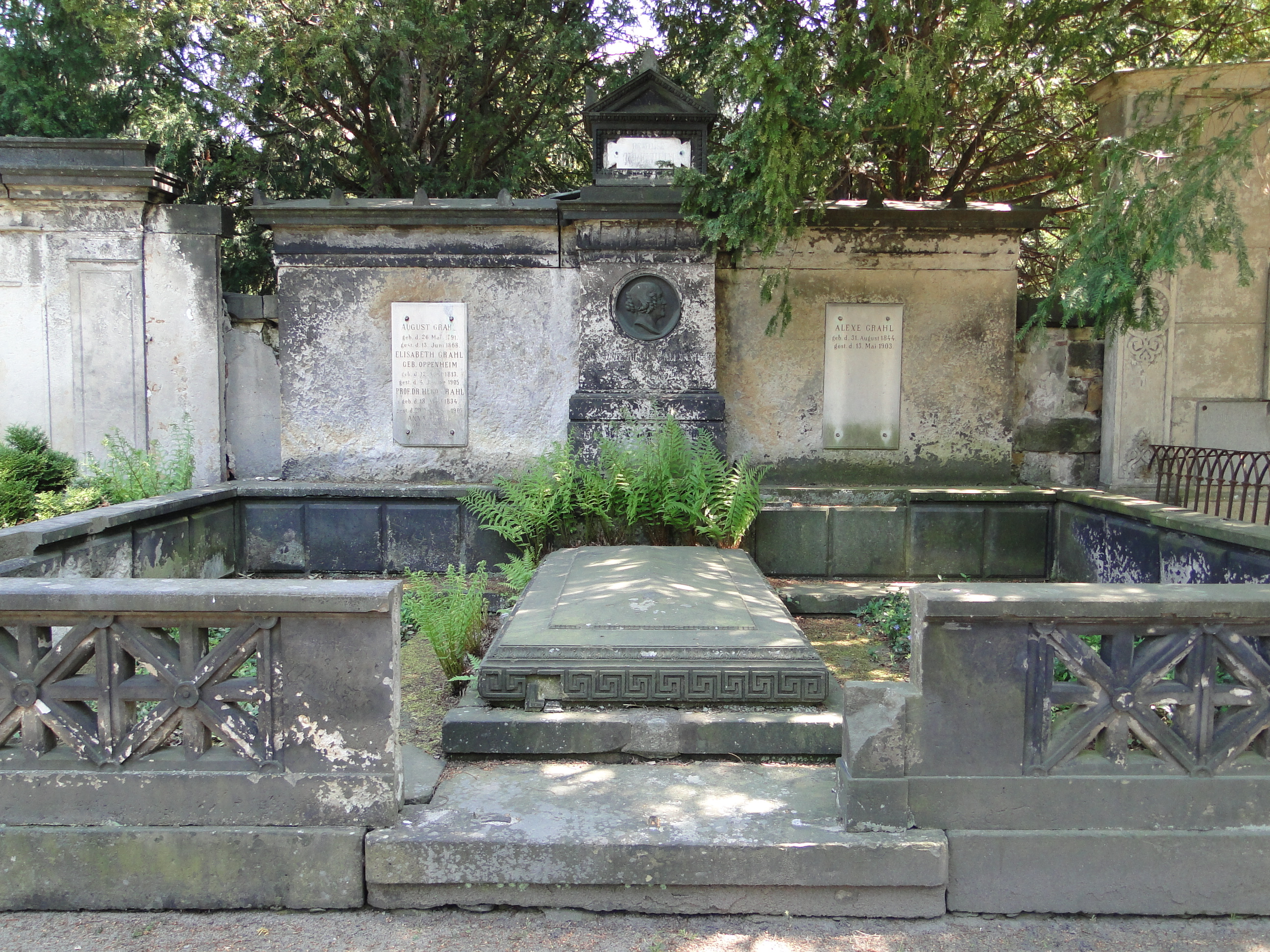
Grab von Hugo Grahl auf dem Trinitatisfriedhof

Als Sohn des Kunstmalers August Grahl studierte er von 1856 bis 1858 Naturwissenschaften, vor allem Agrikulturchemie, an der Georg-August-Universität. Er wurde 1858 Mitglied des Corps Saxonia Göttingen. Im Jahr 1865 heiratete Grahl Anna Kummer (1844–1925), die Tochter des Malers Carl Robert Kummer.
Auf verschiedenen Gütern erlernte er die Praxis der Landwirtschaft. 1859 kaufte er südlich von Dresden in der Gemeinde von Kreischa im Landkreis Sächsische Schweiz-Osterzgebirge das Rittergut Zscheckwitz von 79 ha Größe und betätigte sich als Landwirt. Das Herrenhaus, das seine Hauptfassade dem Hofe zuwendete, hatte ein hohes Dach und Turm und war ringsherum von Ställen und Wirtschaftsräumen eingebettet. Außerhalb des Hofes zog sich ein großer Gemüse- und Blumengarten den Berg hinunter und die Anlage war mit Wiesen, Feldern, und Obstplantagen umgeben. Das ländliche Barockschloss stammte von 1704 und wurde 1992 durch einen Brand zerstört. Im Jahr 1874 verkaufte er dieses Gut wieder und setzte sein unterbrochenes Studium fort. Grahl promovierte 1875 an der Staatswissenschaftlichen Fakultät der Ludwig-Maximilians-Universität in München mit einer Dissertation über die bayerische Grundsteuer zum Dr. rer. pol. Ein Jahr später habilitierte er sich an der Landwirtschaftlichen Akademie Proskau und hielt dort Vorlesungen über Pflanzenbau und landwirtschaftliche Betriebslehre. Nach Auflösung dieser Akademie siedelte er 1881 mit einem Teil des Lehrkörpers nach Berlin über und lehrte bis 1889 als Dozent bzw. Honorarprofessor für Acker- und Pflanzenbau an der Landwirtschaftlichen Hochschule Berlin.
Grahl gründete 1883 den Verein zur Förderung der Moorkultur im Deutschen Reiche. Als dessen Geschäftsführer hat er bis 1898 die Entwicklung des Vereins maßgebend mitgestaltet. Seit 1900 lebte er in Dresden, wo er 1905 verstarb. Sein Grab befindet sich auf dem Trinitatisfriedhof.